# VIII Korpus Armijny (III Rzesza)
VIII Korpus Armijny (niem. VIII. Armeekorps) – korpus armijny Wehrmachtu, brał udział w agresji na Polskę i Francję oraz ataku na Związek Radziecki.
Utworzony w 1934 roku we Wrocławiu. W składzie 2 Armii uczestniczył w zajęciu Czechosłowacji przez III Rzeszą. We wrześniu 1939 roku atakując Polskę był częścią składową 14 Armii. Prowadził działania bojowe, m.in. przeciw 55 Dywizji Piechoty Wojska Polskiego. Żołnierze 8 Dywizji Piechoty należącej do VIII KA po zajęciu Katowic zamordowali 80 osób w parku Kościuszki. 13 września 1939 sztab VIII Korpusu Armijnego zakwaterował w okupowanym Leżajsku. Następnie uczestniczył w agresji na Francję i ataku na Związek Radziecki.

## Dowódcy korpusu
- gen. piechoty Ernst Busch[8]) (4 lutego 1938 – 25 października 1939)
- gen. artylerii/gen. płk Walter Heitz (25 października 1939 – 31 stycznia 1943)
- gen. piechoty Gustav Höhne (20 lipca 1943 – 1 kwietnia 1944)
- gen. lejtn. Johannes Block (1 kwietnia 1944 – 15 kwietnia 1944)
- gen. lejtn. Hans Schlemmer (15 kwietnia 1944 – 12 maja 1944)
- gen. piechoty Gustav Höhne (12 maja 1944 – 10 września 1944)
- gen. artylerii Walter Hartmann (10 września 1944 – marzec 1945)
- gen. piechoty Friedrich Wiese (19 marca 1945 – 20 kwietnia 1945)
- gen. artylerii Horst von Mellenthin (20 kwietnia 1945 – 8 maja 1945)[9]

## Struktura organizacyjna
Skład w 1939 roku (w czasie agresji na Polskę):
- 5 Dywizja Pancerna
- 8 Dywizja Piechoty
- 28 Dywizja Piechoty
- pułk SS „Germania”

Skład w 1941 roku (w czasie ataku na Związek Radziecki):
- 8 Dywizja Pancerna
- 28 Dywizja Piechoty
- 161 Dywizja Piechoty

Skład w 1945 roku:
- 251 Dywizja Piechoty
- 6 Dywizja Grenadierów Ludowych
- 45 Dywizja Grenadierów Ludowych